# Sulcoptinus negrei
Sulcoptinus negrei is een keversoort uit de familie klopkevers (Ptinidae). De wetenschappelijke naam van de soort werd in 1988 gepubliceerd door Xavier Bellés.